# Sikhoté-Alín
La serralada de Sikhotè-Alín (en rus: Сихотэ-Алинь) es troba a l'orient de Rússia, als territoris de Primórie i Khabàrovsk. S'estén 900 km al nord-est de Vladivostok. Els cims més alts són Tordoki Yani (2.077 m), Mont Ko (2.003 m) i Mont Anik (1.933 m). Hi neix el riu Ussuri.
La Sikhotè-Alín comprèn una de les zones temperades més extraordinàries del món. Amb espècies típiques de la taigà com el ren i l'os bru d'Ussuri amb coexistència amb espècies tropicals com el lleopard de l'Amur el tigre siberià i l'os negre asiàtic. Hi ha pocs llops per la competència amb els tigres. Un teix japonès és l'arbre més vell de la regió.
En les dècades de 1910 i 1920, Sikhoté-Alín va ser explorat per Vladímir Arsèniev (1872–1930) que descriví la seva aventura en diversos llibres com Dersú Uzalà (1923), de la que Akira Kurosawa en va fer una pel·lícula el 1975.
El 12 de febrer de 1947, un meteorit caigué a aquesta regió, conegut com el "meteorit de Sikhotè-Alín" que va esclatar, dividint-se en nombrosos fragments abans d'impactar el sòl. En resultà la formació de dotzenes de petits cràters, el major de tots de 28m de diàmetre, i la caiguda de més de 100 Tm de meteorit metàl·lic.
El 2001, la UNESCO va fer de la regió un Patrimoni de la Humanitat.

## Estructura geològica i topografia
La zona s'estén en un sector que comprèn uns 1200 km per 250 km, amb una altitud màxima 2090 m munti Tordoki Yani, també s'alça a més de 2000 m sobre el nivell de la mar la muntanya Ko (2003m). Els deu cims més altes són:
| Número | Muntanya     | Elevació (m) | Ubicació                                           |
| 1      | Tordoki-Yani | 2090         | Krai de Khabàrovsk, districte de Nanái             |
| 2      | Ko           | 2003         | Krai de Khabàrovsk, districte de Lazó              |
| 3      | Yako         | 1955         | Krai de Khabàrovsk, districte de Soviétskaya Gavan |
| 4      | Anik         | 1933         | Krai de Primórie, districte de Pozharski           |
| 5      | Durhe        | 1903         | Territorio de Jabárovsk, districte de Lazó         |
| 6      | Oblachnaya   | 1855         | Krai de Primorie, districte de Chugúyevka          |
| 7      | Bolotnaya    | 1814         | Krai de Primorie, districte de Pozharski           |
| 8      | Sputnik      | 1805         | Territori de Khabárovsk, districte de Lazó         |
| 9      | Osray        | 1788         | Krai de Primorie, districte de Ternéi              |
| 10     | Arsenieva    | 1757         | Primorski Krai, districte de Pozharski             |

Per regla general, els pics més alts de Sikhoté-Alín tenen un contorn molt marcat i estan coberts en vastes zones per grans dipòsits de pedra. Les formes del relleu recorden als circs greument erosionats i als kars de la glaciació de les muntanyes; dues pronunciades formacions d'aquesta mena de forma circular regular es troben a 7 km al sud del poble Innokentievsky (12,5 km de diàmetre) i 6 km a l'oest de Vanino (8 km de diàmetre).
Es componen de sediments de pissarra arenosa amb nombroses irrupcions d'intrusions, que van donar lloc a la presència de jaciments d'or, estany i polimetalls. En les depressions tectòniques de Sikhoté-Alín, els dipòsits de roca i lignit carbó.
En els contraforts, són comuns els altiplans de basalt. Per exemple, el bastant extens altiplà de Sovgavan s'estén aproximadament 70 quilòmetres al nord-oest de la ciutat de Soviétskaya Gavan (L'altiplà de Soviétskaya Gavan és una zona formada principalment per grans pujols amb pendents molt suaus i muntanyes de cim pla, amb una elevació gradual des del tall del nivell de la mar (aproximadament 300 metres) fins als 800-900 metres, molt per sobre del nivell inferior dels núvols). També es poden trobar parts dels altiplans en la conca principal. La més gran és l'altiplà de Zevinski, en la conca de l'alt Bikin i dels rius que desemboquen en l'estret de Tatar. En el sud i l'est, Sikhoté-Alín està representat per serralades mitjanes de fort pendent, amb nombroses valls longitudinals i fondalades en l'oest i cims en altituds superiors als 900 m.
En general, Sikhoté-Alín té una secció transversal asimètrica. La macropendent occidental és més suau que l'oriental. En conseqüència, els rius que flueixen cap a l'oest són més llargs.
En el territori de Sikhoté-Alín no hi ha zones amb un alt grau de perill d'allaus. La major part de la zona està ocupada per àrees amb baix grau de perill de devessall. Només els trams superiors dels rius Bikin, Jor, Anyuy, Koppi i Samarga posseeixen zones amb perill mitjà d'allaus. Molts afluents dl'riu Amur es troben dins de la serralada, inclòs el Gur.
El sistema muntanyenc Sikhoté-Alín és propens als terratrèmols.

## Regionalització
La secció transversal del massís Sikhoté-Alín presenta fins a vuit serralades de diferents orientacions.
La secció occidental està representada per tres dorsals meridionals (Blau, Blau Est i Dorsal Freda).
La part meridional de Sikhoté-Alín (a Primorie), al sud de les muntanyes Przewalski, està representada en gran part per pics muntanyencs boscosos de forma arrodonida o simplement regular. Destaca aquí l'altiplà de Shkotovo.
El nord de Sikhoté-Alín difereix considerablement en el seu paisatge i és un terreny muntanyenc molt accidentat amb vegetació de taigà, munts de roques i profundes bretxes per les quals discorren rius o rierols.

## Flora
La vegetació de Sikhoté-Alín és diversa: la part sud i central d'aquest país muntanyenc fins a una altitud d'uns 500 m està coberta de coníferes, boscos de fulla ampla amb predomini d'espècies de vegetació de Manchuria; en la part nord hi ha boscos de coníferes de pícea de Ayan i avet blanc. La tundra de muntanya s'observa en altituds elevades. En les terres baixes de les muntanyes, l'herba pot aconseguir una altura de 3,5 m i creix en una catifa contínua.
En els contraforts de Sikhoté-Alín viuen endèmics de muntanya són la microbiota de coníferes i el làrix de Olginskaya.
En les últimes dècades, els silvicultors han observat la dessecació dels boscos d'avets i píceas de Sikhoté-Alín (Manko, 2003). Hi ha diverses raons per a això: mal als arbres per malalties virals, canvis en el règim d'aigües subterrànies. No obstant això, la raó principal d'aquest fenomen ha de ser considerada el canvi climàtic global. Les malalties ja són conseqüència de l'afebliment dels arbres, la inconsistència del seu programa genètic amb les condicions ambientals que han canviat com a resultat del canvi climàtic global. A mesura que cau l'avet de Ayan, el cedre coreà i algunes espècies de fulla ampla es tornen més actives. En resum, a Sikhoté-Alín es produeix una successió climatogénica de la vegetació.

## Clima
El clima dels vessants orientals és més aviat temperat i nevat, determinat per les freqüents incursions de cicló des del Mar del Japó, mentre que els vessants occidentals presenten un continental més abrupte i poca neu. Les temperatures mitjanes diàries al gener oscil·len entre -8 °C en el sud-est i -15 a -22 °C en les zones central i septentrional. No obstant això, a les muntanyes del centre i nord de Sikhoté-Alin, les temperatures nocturnes poden baixar per sota de -45 graus.
En les zones meridionals neva durant 4-5 mesos, de desembre a abril, i en les septentrionals, des de principis d'octubre fins a finals de maig, és a dir, uns vuit mesos. La distribució de les precipitacions durant el període hivernal és desigual, amb màximes altures de la capa de neu al març. Tota la macrovertiente oriental (zona costanera) experimenta fortes nevades, intenses tempestes de neu i profunds desglaços durant l'hivern. La precipitació anual és elevada (fins a 800-1000 mm), però la major part cau en el període primavera-estiu.
En general, el clima és bastant dur per als humans - gairebé tot el territori de Sikhoté-Alin, excepte les regions meridionals de Primorie, està classificat oficialment com a zona amb condicions climàtiques desfavorables i s'equipara a l'«Extrem Nord».
La durada del període de perill d'allaus és de fins a 90 dies, amb un pic d'activitat d'allaus al gener-març, depenent del patró de precipitacions durant el període fred. Els volums d'allaus són baixos. En la major part del territori propens a les allaus es troben allaus de menys de 10 mil m³, i només alguns d'ells en les zones de crestes de la part central de Sikhoté-Alín poden aconseguir els 30-50 000 m³.

## Desenvolupament humà de la regió
En les planes al·luvials dels rius Sikhoté-Alín, els arqueòlegs han descobert els assentaments de l'home antic del Neolític (segles V-III a. C.). Els assentaments estaven situats en terrasses de 4-6 m d'altura. Aquesta antiga cultura de la part sud de Primorie va ser anomenada Zaisanovski pels especialistes. És interessant que molts dels artefactes descoberts pels científics estaven fets d'obsidiana: plaques en forma de ganivet, punxons, raspadors, puntes de fletxa mecanitzades de doble cara, ganivets triangulars amb fulla bisellada, ganivets i puntes de pissarra.
Durant les excavacions en una dels altiplans de Sikhoté-Alín, els arqueòlegs van trobar el casc d'una enorme estructura de pedra. La disposició de l'estructura suggereix que el jaciment pertany al període Balhae (segles VI-IX). La naturalesa de les troballes porta a la conclusió que es tracta d'un palau del Bohai, que va existir en Manchuria, el territori de Primorie i la part nord de la Península de Corea fa més de 1000 anys. A les muntanyes de Sikhoté-Alín ja s'han trobat restes de les estructures d'aquesta antiga cultura: una torre de senyals, un castell i diverses fortificacions, a les quals s'atribueixen funcions no sols protectores, sinó també religioses.
Com tots els territoris muntanyencs, Sikhoté-Alín va començar a ser desenvolupat per l'home al llarg de les valls dels grans rius, principalment el Amur i el Ussuri; al llarg de les fèrtils planes del curs baix dels rius de grandària mitjana, com el Anyuy, el Khor, el Bikin, el Ussurka (Iman). Els primers centres de civilització van sorgir també prop de ports marítims convenients, en els estuaris dels rius de la conca marítima. L'avanç de la civilització cap al curs superior dels rius d'aquesta regió va començar amb l'aparició de les primeres mines a mitjan segle xx. Després de la Dissolució de la Unió Soviètica, va començar la caça furtiva massiva i incontrolada en els boscos profunds de Sikhoté-Alín. Durant aquest període relativament curt de desforestació activa, l'equilibri ecològic de la regió s'ha vist seriosament amenaçat.
Les zones forestals de Sikhoté-Alín també sofreixen nombrosos incendis anuals - a vegades, vastes zones de taigà cremen i, al llarg de moltes desenes de quilòmetres, la fusta morta d'avets i làrixs és típica dels pujols, que a poc a poc es cobreixen d'arbres de fulla caduca (bosc secundari).
Els més grans incendis forestals es van produir a l'octubre de 1976 a la regió de Jabárovsk La magnitud de la catàstrofe va ser tan gran que a Moscou es va crear un comitè governamental encapçalat per Aleksei Kosigin i a la ciutat es va establir la seu d'emergència del Comitè Executiu Regional de Khabrovskl Desenes d'assentaments de la taigà, diverses empreses fusteres i de transformació de la fusta, dipòsits de municions van cremar en flames en diversos llocs. L'incendi massiu de la taigà va provocar vents huracanats de fins a 40 metres per segon, que van derrocar arbres centenaris i van arrencar les teulades de les cases de diverses plantes. L'incendi forestal va durar 14 dies i va cremar uns 400 milions de metres cúbics de fusta, segons estimacions molt aproximades. També els assentaments poblats de la regió de Jabárovsk es van veure afectats en divers grau, i va haver-hi víctimes humanes. Les conseqüències d'aquest incendi encara poden veure's avui, 40 anys després.
Les zones muntanyenques de Sikhoté-Alín segueixen pràcticament despoblades. La majoria de les ciutats i llogarets grans estan situades en els contraforts del sud de Primorie, la zona més favorable per als assentaments humans, al llarg de les valls dels rius Ussuri i Amur i al llarg de la costa de la mar del Japó. En la part central i septentrional hi ha petits assentaments al llarg de l'única via fèrria tendida aquí.
El 1943-1945 es va construir la Línia principal Baikal-Amur, un ferrocarril de via única a través de Sikhoté-Alín des de Komsomolsk-on-Amur fins al port de Vanino i la ciutat de Sovetskaia Gàvan amb una longitud de 445 km. A través del [pas Kuznetsovski es va conduir un túnel ferroviari de 413 metres de longitud. El 2011, amb la finalitat d'augmentar la capacitat del ferrocarril, es va perforar un nou túnel de 3890 m de longitud. Actualment s'està duent a terme una reconstrucció activa de les vies del ferrocarril.
A la tardor de 2017, es va construir un tram de carretera (número antic - R454) des del port de Vanino fins al poble de Lidoga a través de Sikhoté-Alín amb accés a la carretera de Khabàrovsk a Komsomolsk-on-Amur, amb una longitud total de 319 km. El ferm de la carretera és d'asfalt. La carretera travessa les muntanyes al llarg del paral·lel 49.